# Lian
Lian ist eine philippinische Stadtgemeinde in der Provinz Batangas. Sie hat 52.660 Einwohner (Zensus 1. August 2015).

## Baranggays
Lian ist politisch unterteilt in 19 Baranggays.
| - Bagong Pook - Balibago - Binubusan - Bungahan - Cumba - Humayingan - Kapito - Lumaniag - Luyahan - Malaruhatan | - Matabungkay - Barangay 1 (Pob.) - Barangay 2 (Pob.) - Barangay 3 (Pob.) - Barangay 4 (Pob.) - Barangay 5 (Pob.) - Prenza - Puting-Kahoy - San Diego |